# Gargara gressitti
Gargara gressitti är en insektsart som beskrevs av William D. Funkhouser 1942. Gargara gressitti ingår i släktet Gargara och familjen hornstritar. Inga underarter finns listade i Catalogue of Life.